# Vương Phong (nhà ghi nhớ)
 Vương Phong' (tiếng Trung:  王峰; sinh ngày  11 tháng 10 năm 1990). Là một nhà ghi nhớ người Trung Quốc, người từng hai lần đoạt giải Vô địch Trí nhớ Thế giới và là người đầu tiên không phải người châu Âu giành được danh hiệu này.
Vào ngày 5 tháng 12 năm 2010, anh đã giành chức vô địch trí nhớ thế giới lần thứ 19 tại Quảng Châu, Trung Quốc với số điểm kỷ lục 9486 điểm, đưa anh lên đầu bảng xếp hạng thế giới.
Vào tháng 12 năm 2011, anh lại giành chức vô địch trí nhớ thế giới lần thứ 20 tại Quảng Châu, Trung Quốc với số điểm 8477 (phù hợp với Điều chỉnh chấm điểm thiên niên kỷ 2011) và giữ vững vị trí số một thế giới.